# Kari (satelit)
Kari sau Saturn XLV este un satelit natural al lui Saturn. Descoperirea sa a fost anunțată de Scott S. Sheppard⁠(d), David C. Jewitt⁠(d), Jan Kleyna⁠(d) și Brian G. Marsden pe 26 iunie 2006, din observațiile efectuate între ianuarie și aprilie 2006.
Kari are aproximativ 7 kilometri în diametru și orbitează în jurul lui Saturn la o distanță medie de 22.305.100 km în 1243,71 zile, la o înclinație de 148,4° față de ecliptică (151,5° față de ecuatorul lui Saturn), într-o direcție retrogradă și cu o excentricitate de 0,3405. Perioada de rotație a fost determinată a fi de 7,7 ± 0,14 ore. Curba sa de lumină este similară cu cea a lui Hyrrokkin, având două minime adânci și una superficială, iar satelitul are probabil formă triunghiulară.
A fost numit în aprilie 2007 după Kári⁠(d), fiul lui Fornjót⁠(d), personificarea vântului în mitologia nordică.